# Conscripción

Sin fuerzas armadas
Sin servicio militar obligatorio (abolido o porque nunca existió)
Servicio militar obligatorio, pero limitado (no todas las personas capaces son reclutadas; en muchos casos, es menos del 20% del grupo de edad)
Plan de abolir el servicio militar obligatorio
Servicio militar obligatorio en activo
Sin información

La conscripción o reclutamiento obligatorio es el alistamiento no voluntario de gente en un servicio nacional, la mayoría de veces tratándose de un servicio militar. El reclutamiento se remonta a la antigüedad y continúa en algunos países hasta el día de hoy bajo diferentes nombres. El sistema moderno de reclutamiento nacional casi universal para hombres jóvenes se remonta hasta la Revolución Francesa en la década de 1790. La mayoría de naciones europeas más tarde copiaron el sistema en tiempos de paz, por lo que hombres a una cierta edad servirían entre 1 y 8 años en servicio activo y entonces serían transferidos a la fuerza de reserva.  
El reclutamiento forzoso es controversial por una serie de motivos, incluyendo objeción de conciencia a los compromisos militares en asuntos religiosos o filosóficos; objeción política, por ejemplo servir para un gobierno que no gusta o para una guerra impopular; sexismo, en el sentido de que históricamente solo hombres han sido obligados a servir; y objeción ideológica, por ejemplo, a lo que se percibe como una violación de los derechos individuales. Los reclutados pueden evitar el servicio, a veces abandonando el país y encontrando asilo en otro. Algunos sistemas de selección acomodan estas actitudes proporcionando un servicio alternativo fuera de los roles de operaciones de combate o incluso fuera del ejército, como Siviilipalvelus (servicios civiles alternativos) en Finlandia, Zivildienst (servicio comunitario obligatorio) en Austria y Suiza. Muchos países reclutan soldados masculinos no solo para las fuerzas armadas, sino también para agencias paramilitares, las cuales se han dedicado al servicio nacional similar a la policía como tropas internas, guardias fronterizas o tareas de rescate sin combate como la defensa civil.
A principios del siglo XXI, muchos estados ya no reclutan soldados, confiando en su lugar en militares profesionales con voluntarios. La habilidad de confiar en este acuerdo, de todas formas, presupone algún grado de previsibilidad en cuanto a requisitos para luchar en una guerra y en el alcance de las hostilidades. Muchos estados que han abolido el reclutamiento aún, por lo tanto, se reservan el poder de reanudar el reclutamiento durante tiempos de guerra o de crisis. Los estados envueltos en guerras o rivalidades interestatales tienen más probabilidades de implementar el reclutamiento, y las democracias tienen menos posibilidades que las autocracias de implementarlo. Con algunas pocas excepciones, como Singapur y Egipto, las antiguas colonias británicas tienen menos probabilidades de tener un servicio militar obligatorio, ya que están influidas por las normas británicas contra el reclutamiento que se remontan a la Revolución inglesa; el Reino Unido abolió el reclutamiento en 1960. 

## Historia

### En tiempos premodernos

#### Ilkum
Alrededor del reino de Hammurabi (1791-1750 a. C.), el Imperio babilónico usó un sistema de reclutamiento llamado Ilkum. Bajo este sistema aquellos que fueran elegibles deberían servir en el ejército real en tiempo de guerra. Durante tiempos de paz, sin embargo, ellos debían trabajar en otras actividades del estado. A cambio de este servicio, la gente sometida a este ganaba el derecho a poseer tierras. Es posible que este derecho no fuera de posesión de tierras en sí, sino un terreno suministrado por el estado. Se han registrado varias formas de evitar el servicio militar. Mientras que estaba penado por el Código de Hammurabi, contratar a sustitutos parece haber sido practicado tanto antes como después de la creación del código. Registros posteriores muestran que los compromisos de Ilkum podrían haber sido regularmente intercambiados. En otros sitios, la gente simplemente dejaba sus ciudades para evitar su servicio de Ilkum. Otra opción era vender las tierras de Ilkum al igual que los compromisos. Con la excepción de unas pocas clases exentas, esto estaba prohibido por el Código de Hammurabi. 

#### Levas medievales
Bajo las leyes feudales en el continente europeo, los terratenientes en el período medieval impusieron un sistema en el que todos los plebeyos, hombres libres y nobles entre la edad de 15 a 60 años que vivieran en el campo o en centros urbanos, eran convocados al servicio militar cuando fueran requeridos ya fuera por el rey o por el señor local, llevando junto a ellos armas y armadura de acuerdo a su riqueza. Estos reclutas luchaban como sirvientes, sargentos y hombres de armas bajo superiores locales nombrados por el rey o el señor local como los arrière-ban en Francia. Los arrère-ban denotaron una leva general, donde todos los hombres aptos entre las edades de 15 y 60 años que vivieran en el Reino de Francia eran llamados para ir a la guerra por el rey (o por el oficial y los mariscales). Los hombres eran llamados por el alguacil (o el senescal en el sur). Los alguaciles eran administradores militares y políticos colocados por el rey para administrar y gobernar un área específica de una provincia siguiendo las órdenes del rey. Los hombres que eran convocados de esta forma eran entonces llamados por el teniente que era el representativo del rey y el gobernador militar sobre una provincia entera que comprendía muchas jurisdicciones, senescalías y castellanías. Todos los hombres desde el más rico noble hasta el plebeyo más pobre eran convocados bajo el arrière-ban y debían presentarse ellos mismos ante el rey o sus oficiales. 
En la Escandinavia medieval el leiðangr (nórdico antiguo), leidang (noruego), leding (danés), ledung (sueco), lichting (holandés), expeditio (latín) o a veces leþing (inglés antiguo), era una leva de granjeros libres reclutados en flotas costeras para excursiones estacionales y en defensa del reino. 
El grueso del ejército inglés anglosajón, llamado el fyrd, estaba compuesto por soldados ingleses a tiempo parcial sacados de los hombres libres de cada país. En la década del 690 de Ine de Wessex, tres niveles de multas fueron impuesto en diferentes clases sociales por rechazar el servicio militar. 
Algunos escritores modernos dicen que el servicio militar en Europa estaba restringido a la nobleza menor terrateniente. Estos thegns eran la aristocracia terrateniente de la época y debían servir con su propia armadura y armas por un cierto número de días cada año. El historiador David Sturdy ha advertido sobre considerar el fyrd como un precursor de un ejército nacional moderno compuesto por todos los estratos de la sociedad, describiéndolo como una “ridícula fantasía”. 
La persistente vieja creencia de que los plebeyos y pequeños granjeros se reunieron para formar un ejército nacional o fyrd es una extraña ilusión soñada por anticuarios a finales del siglo XVIII o principios del XIX para justificar el servicio militar obligatorio universal. 

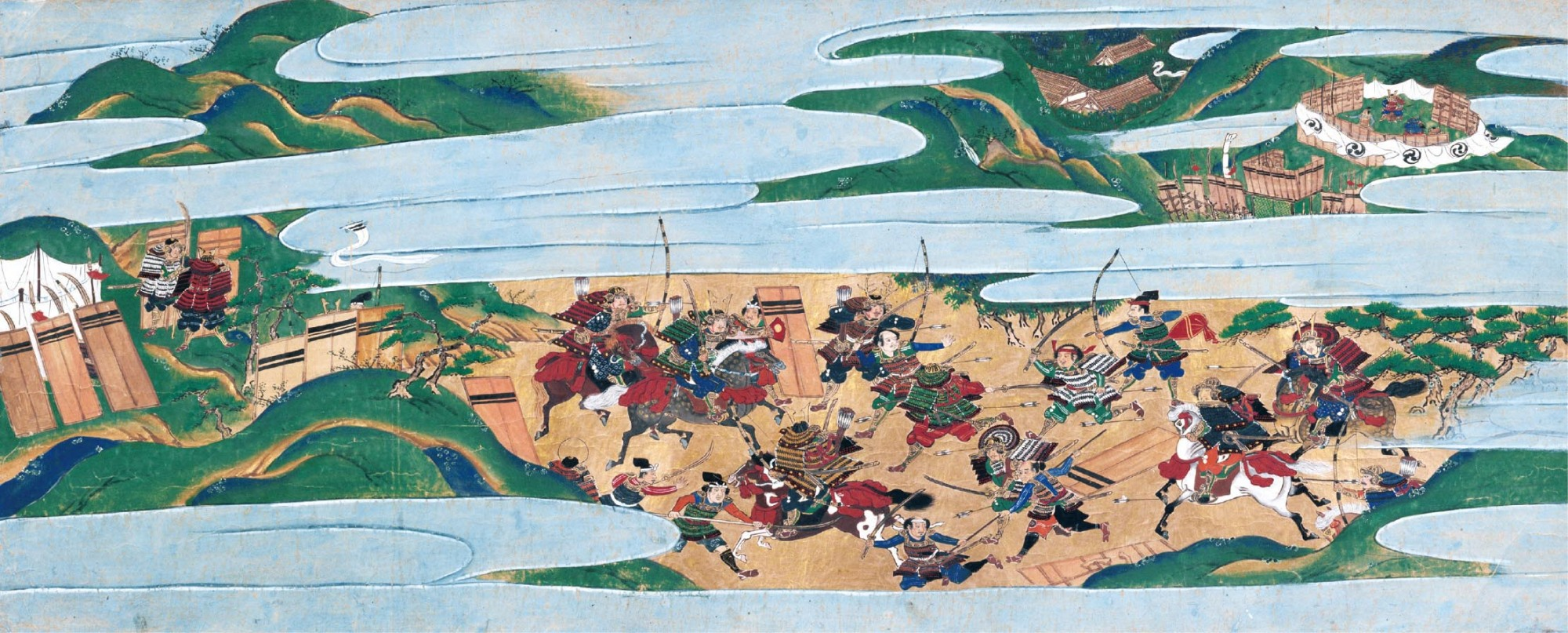
Pintura que representa una batalla de la Guerra de Ōnin

En el Japón medieval, el título de shogun de 1393 eximía a los prestamistas de servicios militares o religiosos, a cambio de un impuesto anual. La guerra de Ōnin debilitó al shogun y las levas fueron impuestas nuevamente a los prestamistas. Este señorío fue arbitrario e impredecible para los plebeyos.Mientras que los prestamistas no eran pobres, muchos gobernantes los escogían para obtener ingresos. Las levas se convirtieron en necesarias para la supervivencia de los gobernantes, permitiendo al señor imponer impuestos a voluntad.Estas levas incluían.el impuesto tansen sobre las tierras agrícolas para gastos ceremoniales, el impuesto yakubu takumai fue elevado en todas las tierras para reconstruir la Gran Santuario de Ise, y el impuesto munabechisen fue impuesto en todas las casas.En aquel entonces, la tierra en Kyoto era adquirida por los plebeyos a través de usura y en el 1422 el shogun amenazó con dejar en reposo la tierra de aquellos plebeyos que no habían pagado sus impuestos.

#### Esclavitud militar

Jenízaros otomanos

El sistema de esclavos militares fue extensamente empleado en Oriente Medio, empezando con la creación del cuerpo de soldados esclavos turcos (ghulams o mamelucos) por el califa abasí al-Mu'tasim en las décadas de 820 y 830. Las tropas turcas pronto llegaron a dominar el gobierno, estableciendo un patrón a través del mundo islámico de una clase militar gobernante, a menudo separada por la etnia, cultura e incluso la religión por la masa de la población, un paradigma que encontró su apogeo en los mamelucos de Egipto y los cuerpos jenízaros del Imperio otomano, instituciones que sobrevivieron hasta principios del siglo XIX. 
A mediados del siglo XIV, el sultán otomano Murad I desarrolló unas tropas personales leales a él, con un ejército esclavo llamado el Kapıkulu. La nueva fuerza se construyó llevándose a niños cristianos de nuevas tierras conquistadas, especialmente de las áreas alejadas de su imperio, en un sistema conocido como el devşirme (traducido como “reunión” o “conversión”). Los niños cautivos eran forzados a convertirse al islam. Los sultanes hacían que los jóvenes entrenaran durante varios años. Aquellos que mostraban un talento especial en las habilidades de lucha eran entrenados en destrezas guerreras avanzadas, puestos al servicio personal del sultán, y convertidos en jenízaros, la rama de élite de Kapıkulu.Un número de distinguidos comandantes militares de los otomanos, y la mayoría de los administradores imperiales y oficiales superiores del imperio, como Pargalı İbrahim Pasha y Sokollu Mehmet Paşa, fueron reclutados de esta manera. Para 1609, las fuerzas de Kapıkulu del sultán habían crecido hasta alrededor de 100 000.  
En años posteriores, los sultanes recurrieron a la piratería berberisca para abastecer su cuerpo de jenízaros. Sus ataques a barcos frente a la costa de África o en el Mediterráneo, y la subsecuente captura de los hombres en buena condición física para el rescate o la venta proporcionaron algunos cautivos para el sistema del sultán. Empezando en el siglo XVII, las familias cristianas que vivían bajo el gobierno otomano empezaron a enviar a sus hijos voluntariamente al sistema Kapikulu, ya que vieron esto como una potencial carrera invaluable para sus hijos. Finalmente el sultán recurrió a voluntarios extranjeros de los clanes guerreros de circasianos en el sur de Rusia para llenar sus ejércitos de jenízaros. En conjunto el sistema empezó a desmoronarse, y la lealtad de los jenízaros se volvió cada vez más sospechosa. Mahmud II disolvió forzosamente los cuerpos jenízaros en 1826. 
Similares a los jenízaros en origen y maneras de desarrollo fueron los mamelucos de Egipto en la Edad Media. Los mamelucos eran normalmente iraníes cautivos que no eran musulmanes y niños turcos que habían sido secuestrados o comprados como esclavos en las costas berberiscas.Los egipcios asimilaron y entrenaron a chicos y hombres jóvenes para convertirse en soldados islámicos que servían a los califas musulmanes y a los sultanes ayubíes durante la Edad Media. Los primeros mamelucos sirvieron a los califas abasíes en la Bagdad del siglo IX. Con el tiempo se convirtieron en una poderosa casta militar. En más de una ocasión, tomaron el poder, por ejemplo, gobernando Egipto desde 1250 hasta 1517. 
Desde 1250 Egipto había sido gobernado gobernado por la dinastía bahrí de origen kipchak. Los esclavos del Cáucaso servían en el ejército y formaron un cuerpo de élite de tropas. Finalmente se sublevaron en Egipto para formar la dinastía buryí. Las excelentes habilidades para la lucha de los mamelucos, la masa de ejércitos islámicos, y los abrumadores números tuvieron éxito al vencer las fortalezas de los cruzados cristianos en Tierra Santa. Los mamelucos fueron la defensa más exitosa contra los mongoles ilkanatos de Persia e Irak para que no entraran a Egipto. 
En la costa oeste de África, los musulmanes berebere capturaron a no musulmanes para ponerlos a trabajar como jornaleros. Generalmente convertían a la gente joven al islam y muchos acabaron bastante integrados. En Marruecos, los berebere miraban al sur más que al norte. El sultán marroquí Moulay Ismail, llamado “el Sanguinario” (1672-1727), empleó un cuerpo de 150 000 esclavos negros llamado su Guardia Negra. Los usó para obligar al país a someterse.

### En tiempos modernos

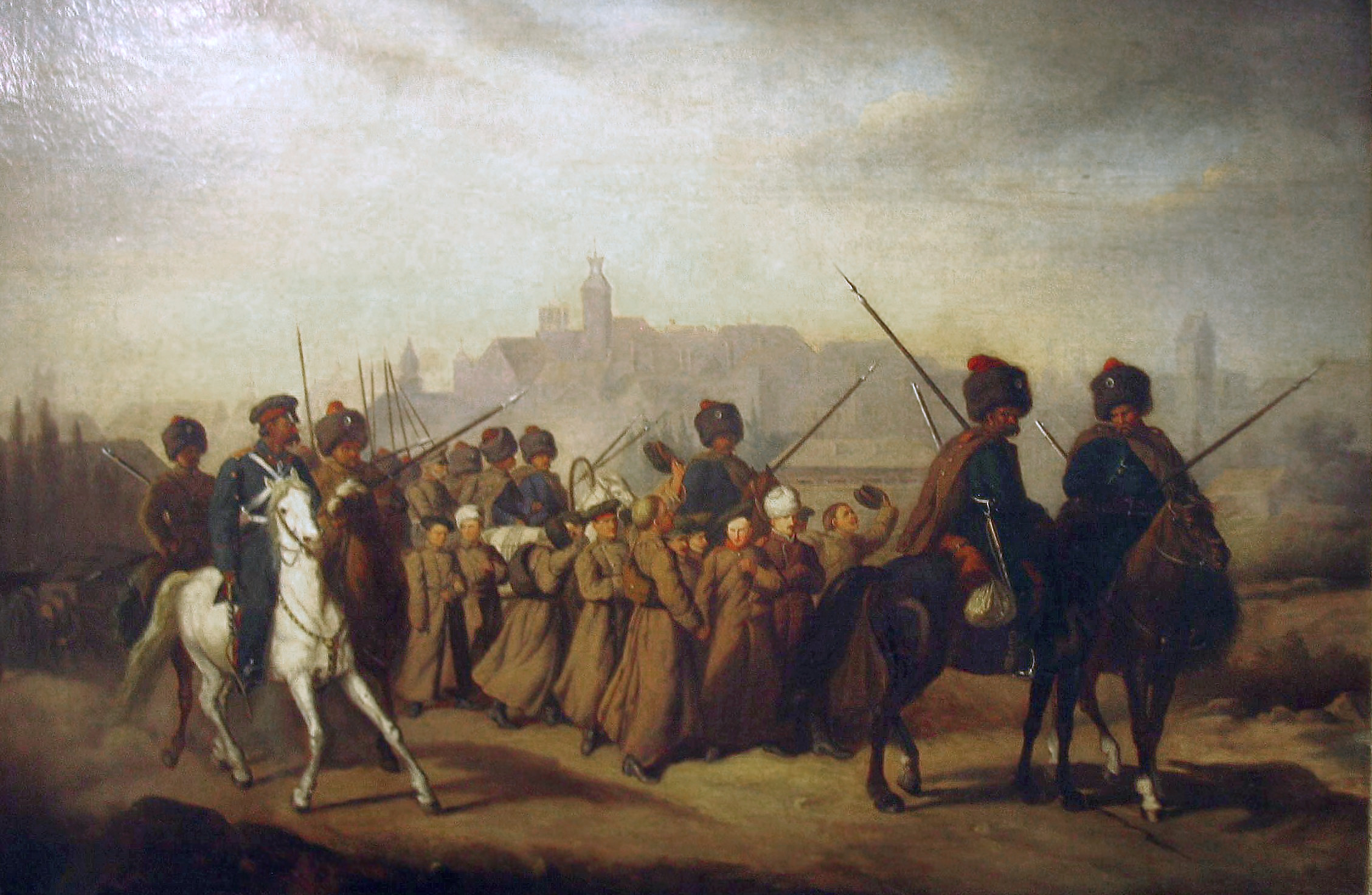
Conscripción de polacos al ejército ruso en 1863 (por Aleksander Sochaczewski)

El reclutamiento moderno, el alistamiento masivo de ciudadanos nacionales (Levée en masse), fue ideado durante la Revolución francesa, para permitir que la república se defendiera a sí misma de los ataques de las monarquías europeas. El diputado Jean-Baptiste Jourdan le dio su nombre a la Ley del 5 de septiembre de 1798, cuyo primer acto decía: “Cualquier francés es un soldado y se debe a la defensa de la nación”.  Permitió la creación de la Grande Armée, lo que Napoleón Bonaparte llamó “la nación en armas”, lo cual abrumó a ejércitos profesionales europeos que a menudo solo contaban con decenas de miles.Más de 2,6 millones de hombres fueron reclutados al ejército francés de esta manera entre los años 1800 y 1813. 
La derrota del ejército prusiano en particular sorprendió al establecimiento prusiano, los cuales habían creído ser invencibles después de las victorias de Federico el Grande. Los prusianos estaban acostumbrados a depender de una organización superior y factores tácticos como el orden en batalla para concentrar tropas superiores contra inferiores. Dada la aproximada equivalencia de fuerza, como era el caso general con los ejércitos profesionales, estos factores mostraron una importancia considerable. De todas formas, se volvieron considerablemente menos importantes cuando los ejércitos prusianos se enfrentaron a las fuerzas de Napoleón que sobrepasaban en número a las suyas en algunos casos por más de diez a uno. Schamhorst abogó por adoptar la levée en masse, el servicio militar obligatorio usado por Francia. El Krümpersystem fue el principio de un servicio obligatorio breve en Prusia, opuesto al reclutamiento a largo plazo previamente usado. 
En el imperio ruso, el tiempo de servicio militar “debido” por los siervos era 25 años al principio del siglo XIX. En 1834 fue reducido a 20 años. Los reclutas no podían tener menos de 17 años ni más de 35. En 1874 Rusia introdujo el reclutamiento universal en el modelo moderno, una innovación que solo fue posible debido a la abolición de la servidumbre en 1861. La nueva ley militar decretó que todos los súbditos varones rusos, cuando llegaran a la edad de 20 años, eran elegibles para servir en el ejército durante seis años. 
En las décadas previas a la Primera Guerra Mundial el reclutamiento universal a lo largo de las líneas generales prusianas se convirtió en la norma para los ejércitos europeos, que fueron inspirados en ellos. Para 1914 los únicos ejércitos importantes que aún dependían completamente del reclutamiento voluntario eran los de Gran Bretaña y Estados Unidos. Algunas potencias coloniales como Francia reservaron sus ejércitos de reclutas para el servicio nacional mientras mantenían unidades profesionales para deberes en el extranjero.

#### Guerras mundiales

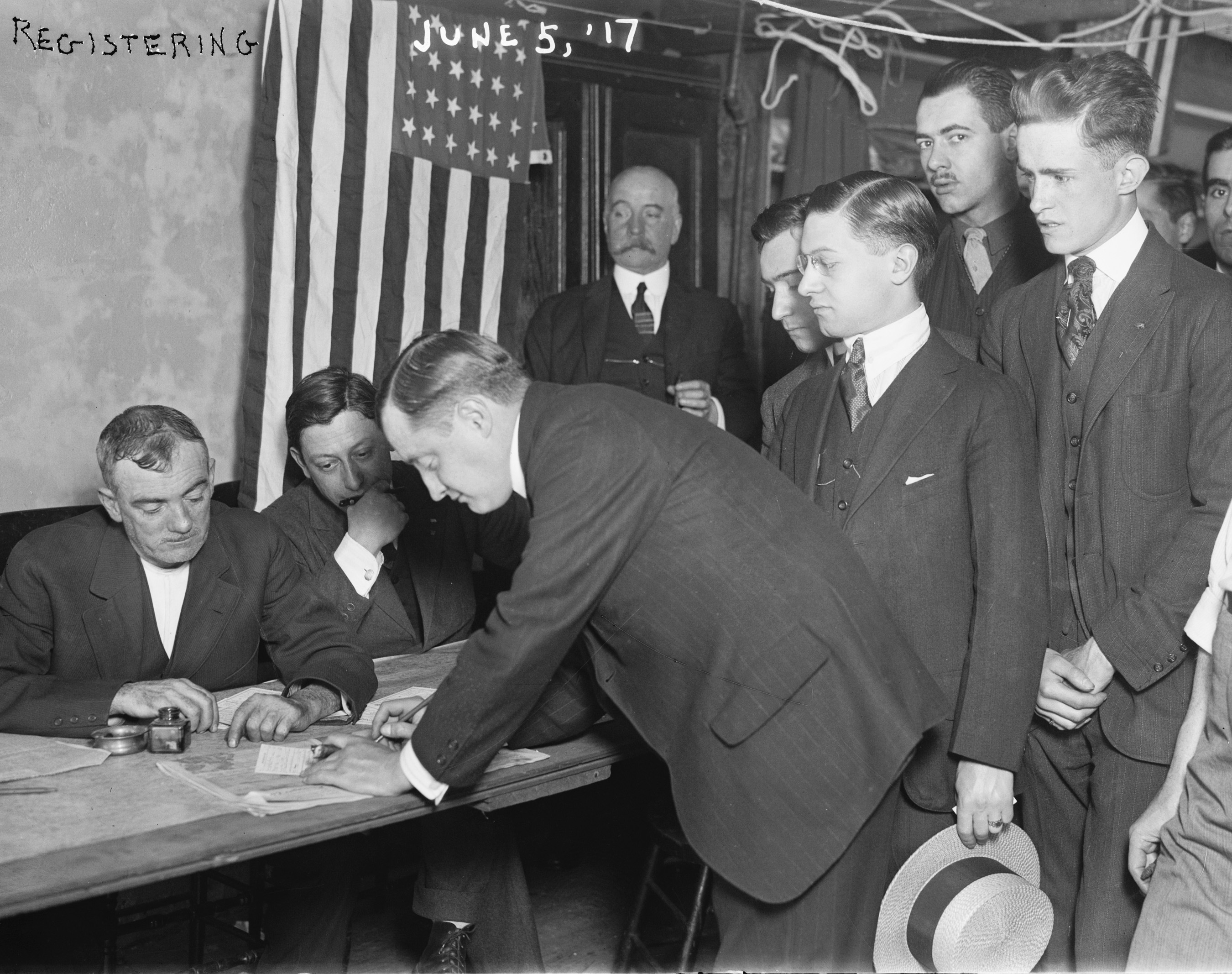
Jóvenes registrándose para el servicio militar obligatorio durante la Primera Guerra Mundial, ciudad de Nueva York, 5 de junio de 1917

El rango de edades elegibles para ser reclutado fue ampliado para satisfacer la demanda nacional durante las Guerras Mundiales. En los Estados Unidos, el Sistema de Servicio Selectivo reclutó hombres para la Primera Guerra Mundial dentro de un rango de edad de 21 a 30 años, pero aumentó su elegibilidad en 1918 hasta un rango de edad de 18 a 45. En el caso de una movilización generalizada de fuerzas donde el servicio incluye la defensa del fuerte interno, las edades de los reclutas pueden variar incluso más, con los reclutas más mayores desempeñando funciones que requieran menos movilidad. 
El reclutamiento de edad ampliada era común durante la Segunda Guerra Mundial en Gran Bretaña, conocido comúnmente como la “llamada a filas” y extendida hasta la edad de 51 años. La Alemania nazi lo llamó Volkssturm (“Tormenta del pueblo”) e incluía a niños de hasta 16 años y a hombres de hasta 60. Durante la Segunda Guerra Mundial, tanto Gran Bretaña como la Unión Soviética reclutó mujeres. Los Estados Unidos estaban a punto de reclutar mujeres en el Cuerpo de Enfermería porque anticipaba que necesitarían personal extra para su invasión planificada de Japón. Sin embargo, los japoneses se rindieron y la idea fue abandonada. 

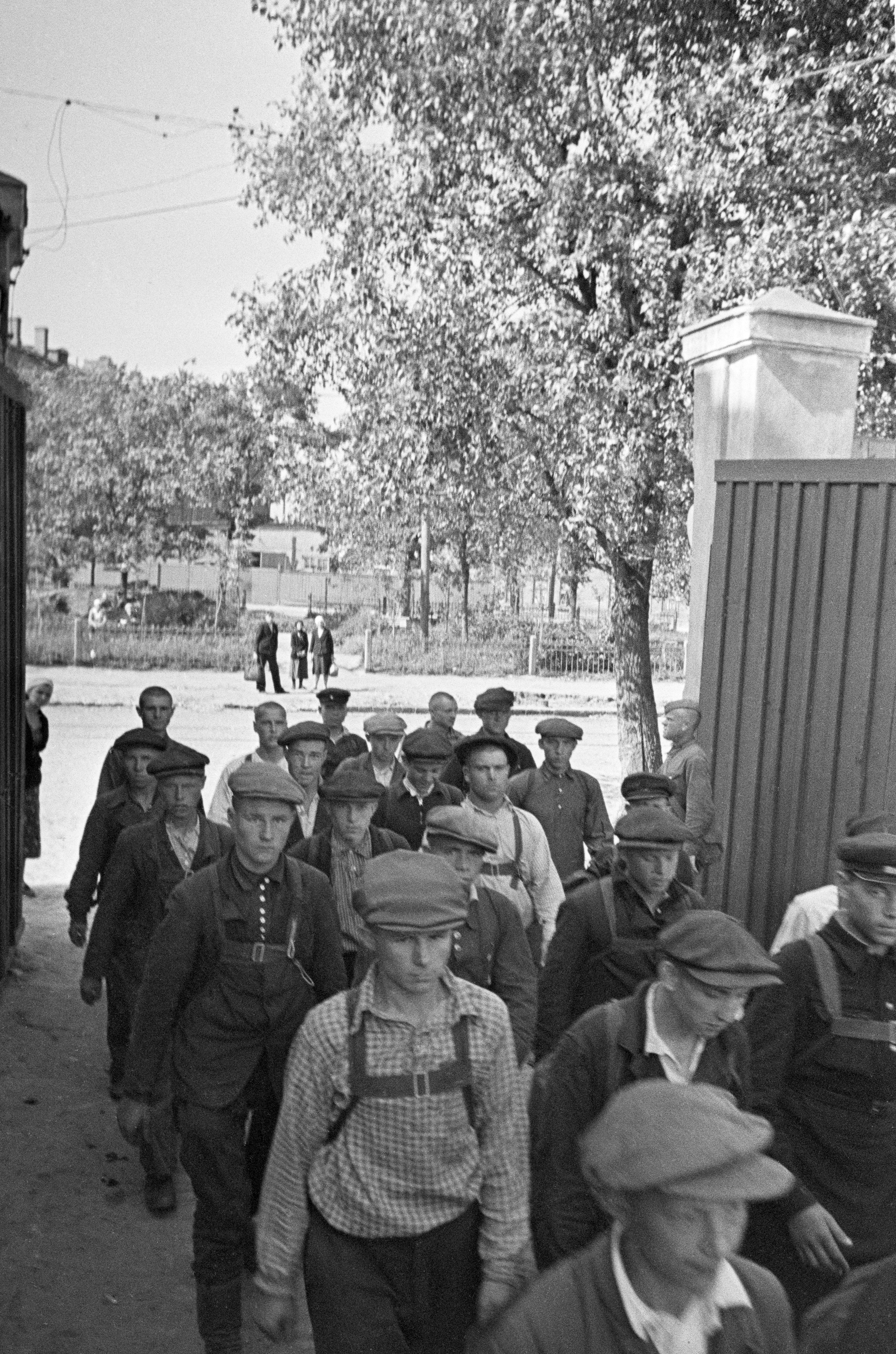
Reclutas de la URSS, Moscú, 1941

## Posturas en contra de la conscripción

### Sexismo
Los activistas por los derechos de los hombres y oponentes de la discriminación contra los hombres: 102 han criticado el reclutamiento militar, o servicio militar obligatorio, como sexista. La Coalición Nacional para Hombres, un grupo de derechos de los hombres, denunció al Sistema de Servicio Selectivo de EE. UU. en 2019, llevando a que un juez federal de EE. UU. lo declarara anticonstitucional. 
Las feministas han argumentado que el reclutamiento militar es sexista porque sirve los intereses de lo que ven como el patriarcado, el ejército es una institución sexista, los reclutas son adoctrinados en el sexismo y el alistamiento de hombres normaliza la violencia de los hombres como socialmente aceptable. Las feministas han sido organizadoras y participantes en la resistencia al reclutamiento en muchos países. 
El reclutamiento también ha sido criticado ya que, históricamente, solo hombres han estado sujetos al servicio militar obligatorio. Los hombres que optan por no unirse o que son considerados no aptos para el servicio militar deben a menudo realizar servicios alternativos, como la Zivildienst en Austria o Suiza, o pagar más impuestos, mientras que las mujeres no tienen estas obligaciones. Los hombres que no se apuntan al Servicio Selectivo de los EE. UU., tienen prohibida la elegibilidad para la ciudadanía, ayudas financieras, admisión en colegios o universidad públicas, subvenciones y préstamos federales, empleo federal y, en algunos estados, licencias para conducir.

### Servidumbre involuntaria
Los libertarios americanos se oponen al reclutamiento y piden la abolición del Sistema de Servicio Selectivo, creyendo que la incorporación de individuos a las fuerzas armadas es un servicio involuntario. Ron Paul, un antiguo candidato a la presidencia del partido libertario de EE. UU., ha dicho que el reclutamiento “está incorrectamente asociado con el patriotismo, cuando en realidad representa la esclavitud y la servidumbre involuntaria”. La filósofa Ayn Rand se opuso al reclutamiento, sugiriendo que “de todas las violaciones estatales de los derechos individuales en una economía mixta, el reclutamiento militar es la peor. Es una abrogación de los derechos. Niega el derecho fundamental del hombre, el derecho a la vida, y establece el principio fundamental del estatismo: que la vida de un hombre le pertenece al estado y que el estado puede reclamarla obligándolo a sacrificarla en batalla.

En 1917, un número de radicales y anarquistas, incluyendo Emma Goldman, desafiaron la nueva ley de reclutamiento en la corte federal argumentando que era una violación directa de la prohibición contra la esclavitud y la servidumbre involuntaria de la Decimotercera Enmienda. Sin embargo, la Corte Suprema ratificó unánimemente la constitucionalidad del proyecto de ley en el caso de Arver v. Estados Unidos el 7 de enero de 1918. La decisión decía que la Constitución le daba al Congreso el poder de declarar la guerra y de formar y apoyar ejércitos. La Corte enfatizó el principio de los derechos recíprocos y los deberes de los ciudadanos: 
“No se puede dudar de que la concepción misma de un gobierno justo en su deber para los ciudadanos incluye la obligación recíproca del ciudadano para prestar servicio militar en el caso de necesidad y el derecho de obligarlo.”

### Económico
Se puede argumentar que en una proporción de coste-beneficio, el reclutamiento durante tiempos de paz no merece la pena. Meses o años de servicio llevados a cabo por los más aptos y capaces restan a la productividad de la economía; añade a esto el coste de entrenarlos y en algunos países de pagarles. Comparado con estos costes ampliados, algunos argumentarían que hay muy pocos beneficios; si hubiera una guerra, el reclutamiento y el entrenamiento básico podrían ser completados rápidamente y, en cualquier caso, hay una amenaza mínima de guerra en la mayoría de países con servicio militar obligatorio. En los Estados Unidos, todos los residentes varones son requeridos por ley a registrarse en el Sistema de Servicio Selectivo dentro de los 30 días posteriores a su décimo octavo cumpleaños y que esté disponible para el reclutamiento; esto a menudo lo consigue automáticamente un departamento de vehículos motorizados durante la concesión o mediante el registro de votantes. 
De acuerdo con Milton Friedman, el coste de reclutamiento puede estar relacionado con la parábola de la ventana rota en los argumentos contra el servicio militar obligatorio. El costo del trabajo, el servicio militar, no desaparece aunque no se pague ningún salario. El esfuerzo de trabajo de los reclutas está efectivamente malgastado, como una fuerza de trabajo involuntaria es extremadamente ineficiente. Este impacto es especialmente severo en tiempos de guerra, cuando los civiles profesionales están forzados a luchar como soldados aficionados. No solo es el esfuerzo de trabajo de los reclutas malgastado y la productividad perdida, sino que reclutas profesionalmente calificados también son difíciles de reemplazar en la fuerza laboral civil. Todos los soldados reclutados en el ejército son apartados de su trabajo civil y de contribuir a la economía que financia al ejército. Esto puede ser menos un problema en un estado agraciado o preindustrializado donde el nivel de educación es generalmente menor y donde un trabajador puede ser fácilmente reemplazado por otro. Sin embargo, esto es potencialmente más costoso en una sociedad posindustrial en la que los niveles educativos son altos y donde la mano de obra es sofisticada y un reemplazo para un especialista reclutado es difícil de encontrar. Incluso unas consecuencias económicas más extremas resultan en que si el profesional reclutado como soldado aficionado es asesinado o mutilado, su esfuerzo de trabajo y productividad están perdidos. 

## Argumentos a favor de la conscripción

### Motivos políticos y morales

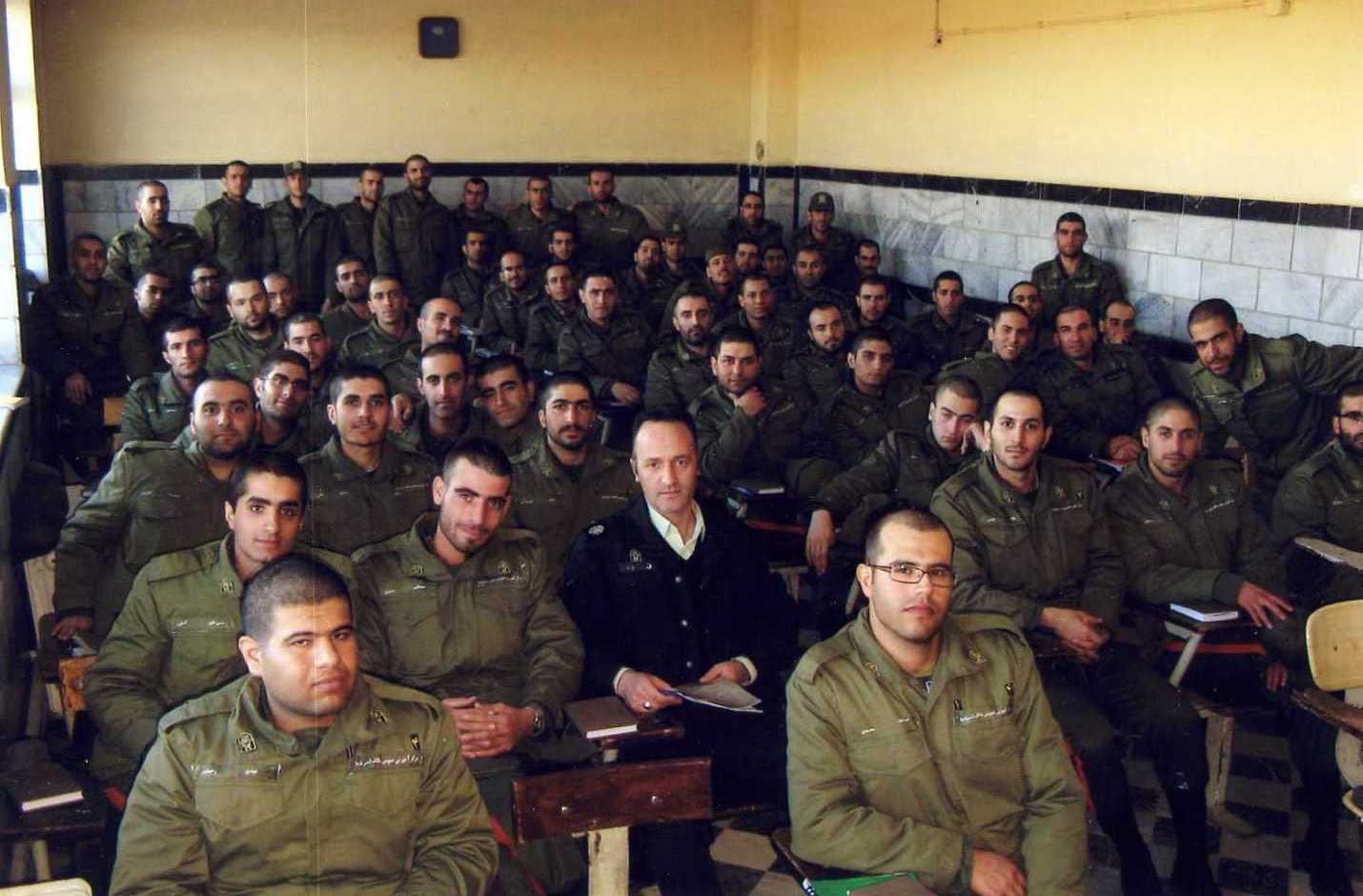
Conscripción en Irán

Jean Jacques Rousseau argumentó con vehemencia contra los ejércitos profesionales ya que creía que era el derecho y el privilegio de todo ciudadano participar en la defensa de toda la sociedad y que era una señal de decadencia moral dejar el trabajo a profesionales. Basó su creencia en el desarrollo de la República romana, la cual terminó al mismo tiempo que el ejército romano cambió de un servicio militar obligatorio a una fuerza profesional. De forma similar, Aristóteles relacionó la división del servicio armado entre la población íntimamente con el orden político del estado. Nicolás Maquiavelo abogó encarecidamente por el reclutamiento y vio los ejércitos profesionales como la causa del fracaso de la unidad social en Italia. 
Otros defensores, como William James, consideran que el servicio militar obligatorio y el servicio nacional como maneras de infundir madurez en los jóvenes adultos. Algunos defensores, como Jonathan Alter y Mickey Kaus, apoyan un alistamiento con el fin de reforzar la igualdad social, crear conciencia social, hundir las divisiones de clase y permitir a los jóvenes adultos a sumergirse en la iniciativa pública. Charles Rangel exigió la reinstauración del servicio militar obligatorio durante la guerra de Irak, no porque esperara seriamente que se adoptara sino para enfatizar cómo la reestratificación socioeconómica significaba que muy pocos hijos de estadounidenses de la clase alta sirvieron en las fuerzas armadas estadounidenses de voluntarios. 

### Eficiencia económica y de recursos
El ejército británico estima que en un ejército profesional, una compañía desplegada para el servicio activo en el mantenimiento de la paz, se corresponde a tres compañías inactivas en casa. Los salarios por cada uno son pagados del presupuesto militar. En contraste, los voluntarios de una reserva entrenada están en sus trabajos civiles cuando no están desplegados. 
Era más beneficioso económicamente para los jóvenes portugueses con menos educación nacidos en 1967 participar en el reclutamiento que en un mercado laboral altamente competitivo con hombres de la misma edad que continuaron con estudios superiores. 

## Reclutamiento de mujeres

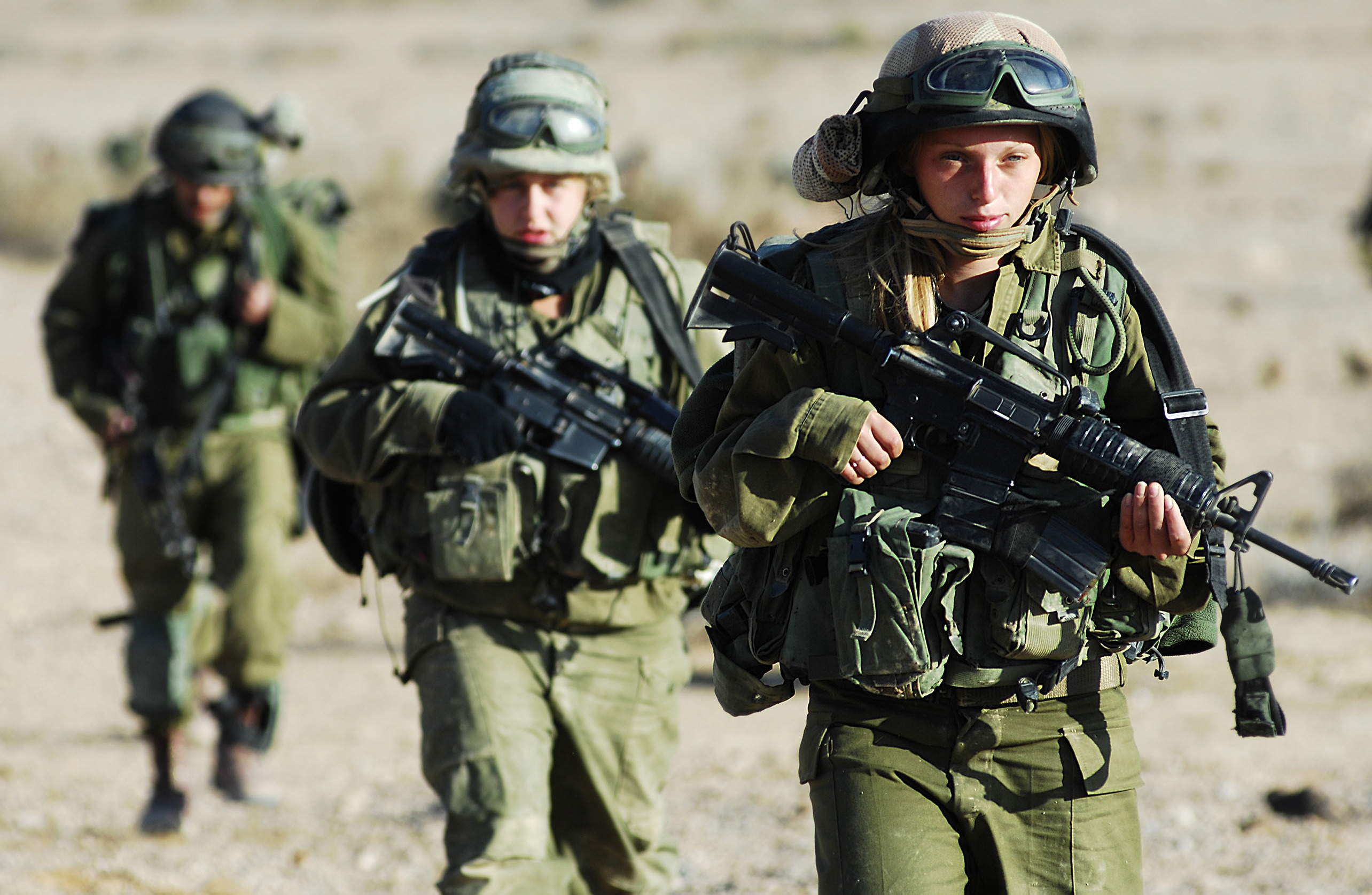
Mujeres soldados israelíes

A través de la historia, las mujeres han sido reclutadas para unirse a las fuerzas armas solo en unos pocos países, en contraste con la práctica universal de reclutamiento entre la población masculina. La perspectiva tradicional ha sido que el servicio militar es una prueba de hombría y un rito de paso de la niñez a la madurez. 
Hay naciones actualmente que continúan reclutando de forma activa a mujeres en el servicio militar. Estos son Bolivia, Chad, Eritrea, Israel, Mozambique, Noruega, Corea del Norte y Suecia.
Finlandia introdujo el reclutamiento voluntario femenino en 1995, dándole a las mujeres de entre las edades de 18 a 29 años la opción de completar su servicio militar junto a los hombres. 
Noruega introdujo el reclutamiento femenino en 2015, convirtiéndose en el primer miembro de la OTAN en tener un servicio nacional legalmente obligatorio tanto para hombres como para mujeres. En la práctica, solo voluntarios motivados son seleccionados para unirse al ejército en Noruega. 
Suecia introdujo el reclutamiento femenino en 2010, pero no se activó hasta 2017. Esto hizo a Suecia la segunda nación en Europa en reclutar mujeres y la segunda en el mundo en reclutarlas con los mismos términos formales que a los hombres. 
Israel tiene un reclutamiento femenino universal, a pesar de que en la práctica las mujeres pueden evitar el servicio declarando una exención religiosa y más de un tercio de las mujeres israelíes lo hacen. La ley sudanesa permite el reclutamiento de mujeres, pero esto no está implementado en la práctica. En el Reino Unido durante la Segunda Guerra Mundial, a principios de 1941, las mujeres entraron en el ámbito del reclutamiento, pero como todas las mujeres con hijos a cargo estaban exentas y muchas mujeres fueron informalmente dejadas en ocupaciones como enfermería o la enseñanza, el número de reclutas fue relativamente bajo. 
En la URSS, nunca hubo un reclutamiento de mujeres para las fuerzas armadas, pero la severa interrupción de la vida normal y la alta proporción de civiles afectados por la Segunda Guerra Mundial después de la invasión alemana atrajo a muchas voluntarias para lo que fue llamada “la Gran Guerra Patriótica”. Médicos de ambos sexos podían y serían reclutados (como oficiales). Además, el sistema universitario de educación soviético requería estudiante del departamento de química de ambos sexos para completar un curso ROTC en defensa NBC, y tales oficiales reservistas femeninas podían ser reclutadas en tiempos de guerra. Los Estados Unidos estuvieron cerca de reclutar mujeres en el cuerpo de enfermería en preparación para una invasión planificada de Japón. 
En 1981 en los Estados Unidos, varios hombres presentaron una demanda en el caso Rostker v. Goldberg, alegando que la Ley de Servicio Selectivo viola la Cláusula de Debido Proceso de la Quinta Enmienda que exige que solo los hombres se registren en el Sistema de Servicio Selectivo (SSS). La Corte Suprema finalmente defendió la Ley, afirmando que “el argumento para registrar mujeres estaba basado en las consideraciones de equidad, pero el Congreso tenía derecho, en el ejercicio de sus poderes constitucionales, a centrarse en la cuestión de la necesidad militar más que en la “equidad”. 
El 1 de octubre de 1999 en Taiwán, el Yuan Judicial de la República de China en su interpretación 490 consideró que las diferencias físicas entre hombres y mujeres y la derivada diferenciación de roles en sus respectivas funciones sociales y vidas no harían que reclutar solo a hombres fuera una violación de la Constitución de la República de China. A pesar de que las mujeres no son reclutadas en Taiwán, las personas transexuales están exentas.

## Objeción de conciencia
Un objetor de conciencia es aquel individuo cuyas creencias personales son incompatibles con el servicio militar o, más a menudo, con cualquier papel en las fuerzas armadas. En algunos países, los objetores de conciencia tienen un estado legal especial, lo cual aumenta sus deberes de reclutamiento. Por ejemplo, Suecia solía permitir (y una vez más, con la reintroducción del reclutamiento, permite) a los objetores de conciencia a elegir un servicio en la rama “libre de armas”, como bombero de aeropuerto, enfermero o técnico de telecomunicaciones. 
Las razones por las que rechazar servir en el ejército son diversas. Algunas personas son objetores de conciencia por razones religiosas. En particular, los miembros de las iglesias históricas de la paz son pacifistas por doctrina, y los Testigos de Jehová, que aunque no son estrictamente pacifistas, rechazan participar en las fuerzas armas ya que creen que los cristianos deberían ser neutrales en conflictos internacionales.

## Por país

### Alemania
Entre 1956 y 2011 el reclutamiento era obligatorio para todos los ciudadanos varones en las fuerzas armadas federales alemanas (alemán: Bundeswehr), al igual en la Guardia Fronteriza Federal (alemán: Bundesgrenzschutz) en la década de 1970 (ver Servicio de Guardia Fronteriza). Con el fin de la Guerra Fría, el gobierno alemán redujo drásticamente el tamaño de sus fuerzas armadas. La baja demanda de reclutas llevó a la suspensión del reclutamiento obligatorio en 2011. Desde entonces, solo los voluntarios profesionales sirven en la Bundeswehr.

### Austria
Todo ciudadano varón de la República de Austria de hasta la edad de 35 puede ser reclutado para un entrenamiento básico de seis meses de duración en las Fuerzas Armadas de Austria. Para los hombres que se niegan a someterse a este entrenamiento, es obligatorio que hagan servicios comunitarios durante nueve meses. 

### Bélgica
Bélgica abolió el reclutamiento en 1994. Los últimos reclutas dejaron el servicio activo en febrero de 1995. Hasta el día de hoy (2019), una pequeña minoría de ciudadanos belgas apoyan la idea de reintroducir el reclutamiento militar, tanto para hombres como para mujeres. 

### Bulgaria
Bulgaria tuvo un servicio militar obligatorio para hombres por encima de los 18 años hasta que el reclutamiento terminó en 2008. Debido a una escasez en el ejército de unos 5500 soldados, partes de la antigua coalición gobernante han expresado su apoyo al retorno del servicio militar obligatorio, sobre todo Krasimir Karakachanov. La oposición hacia esta idea del principal socio de la coalición, GERB, vio un compromiso en 2018, donde en lugar del servicio obligatorio militar, Bulgaria podría haber introducido un servicio militar voluntario para 2019 donde ciudadanos jóvenes pueden ser voluntarios por un período de 6 a 9 meses, recibiendo un salario básico. Sin embargo esto no ha avanzado. 

### Camboya
Desde que se firmaron los Acuerdos de Paz en 1993, no ha habido un reclutamiento oficial en el país. Además la Asamblea Nacional ha rechazado repetidas veces la reintroducción de este debido al resentimiento popular. Sin embargo, en noviembre de 2006, fue reintroducido. A pesar de ser obligatorio para todos los hombres entre las edades de 12 y 30 años (con algunas fuentes que indican hasta la edad de 35), menos del 20% de aquellos en el grupo de edad son reclutados en medio de una reducción de las fuerzas armadas. 

### China

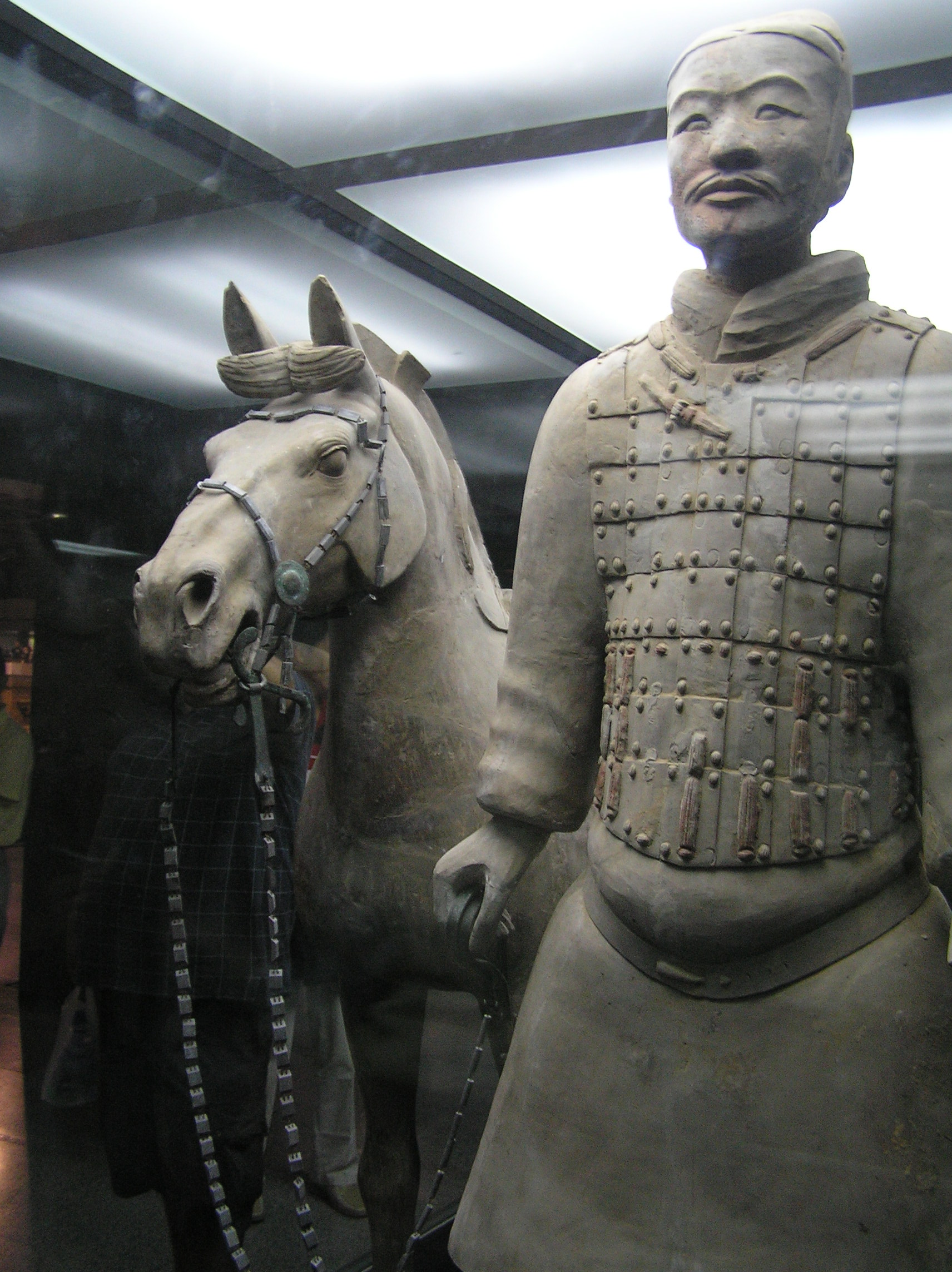
Un soldado de terracota con su caballo, China, 210–209 a. C.

El reclutamiento universal en China se remonta hasta el Estado Qin, el cual se convirtió finalmente en el Imperio Qin de 221 a. C. Tras la unificación, los registros históricos muestras que un total de 300 000 soldados y 500 000 jornaleros reclutados construyeron la Gran Muralla de China. En las siguientes dinastías, el reclutamiento universal fue abolido y reintroducido en numerosas ocasiones. 
A partir de 2011, el reclutamiento militar universal es obligatorio en teoría en la República Popular de China, y reforzado por la ley. Sin embargo, debido a la gran población de China y una gran cantidad de candidatos disponibles para el reclutamiento, el Ejército Popular de Liberación siempre ha tenido suficientes voluntarios, así que el reclutamiento no ha sido requerido en la práctica en absoluto.

### Chipre
El servicio militar en Chipre tiene una historia profundamente arraigada enredada con el problema de Chipre. El servicio militar en la Guardia Nacional de Chipre es obligatorio para todos los ciudadanos varones de la República de Chipre, al igual que cualquier varón no ciudadano nacido de un padre de ascendencia grecochipriota, a partir del 1 de enero del año en el que cumple 18 años de edad hasta el 31 de diciembre del año en el que cumple 50 años. (Efthymiou, 2016). Todos los residentes varones de Chipre que tengan edad militar (16 años y mayores) deben obtener una visa de salida del Ministerio de Defensa. Actualmente, el reclutamiento militar en Chipre dura 14 meses. 

### Corea del Sur
El servicio militar obligatorio en Corea del Sur existe desde 1957 y requiere que los ciudadanos varones de entre 18 y 35 años realicen el servicio militar obligatorio. Las mujeres no están obligadas a realizar el servicio militar, pero pueden alistarse voluntariamente.

### Dinamarca

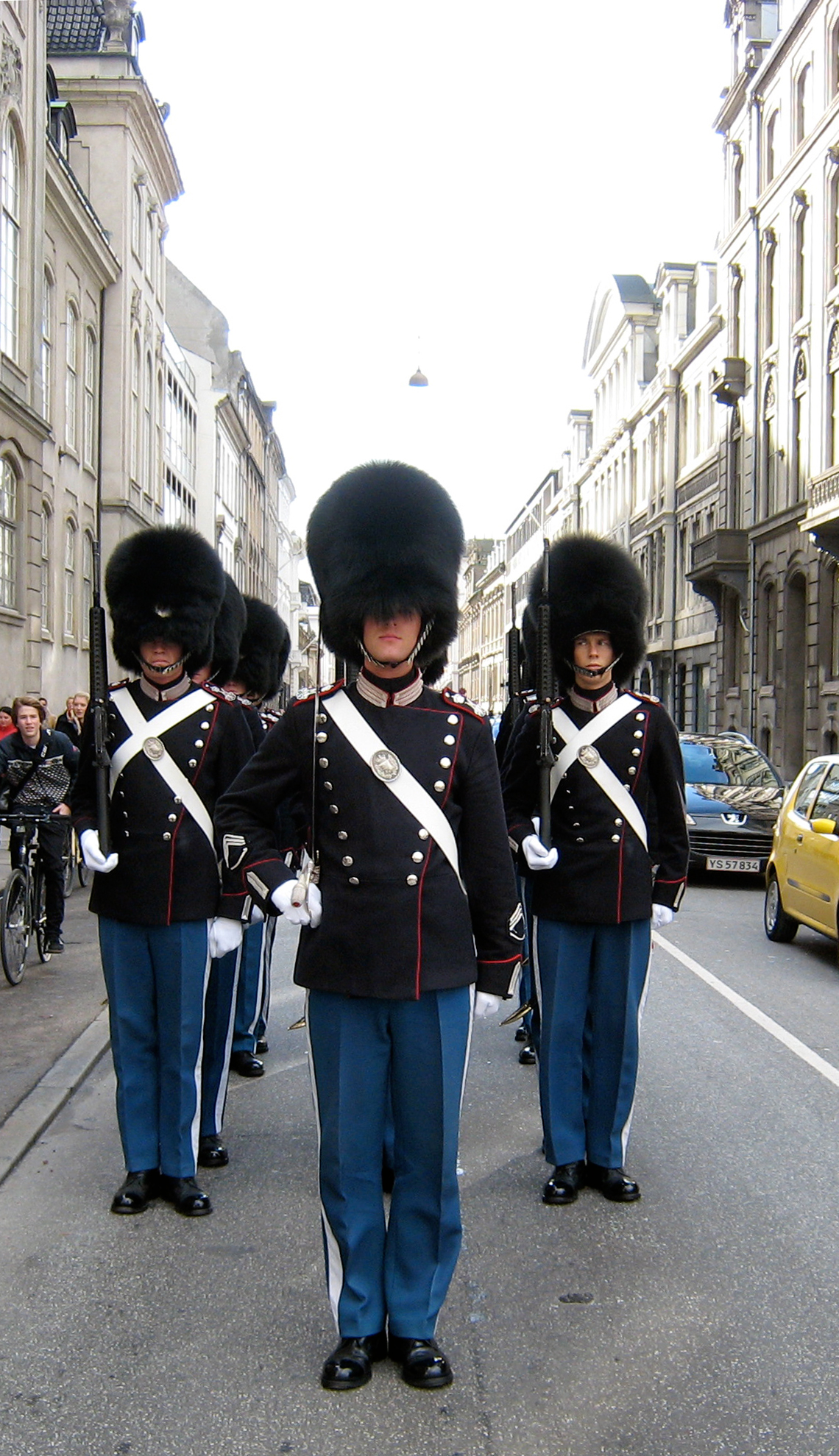
Deber de reclutamiento como Guardia Real de Dinamarca en Copenhague

El reclutamiento es conocido en Dinamarca desde la era de los vikingos, donde un hombre de cada 10 tenía que servir al rey. Federico IV de Dinamarca cambió la ley en 1710 a uno de cada cuatro hombres. Los hombres eran escogidos por el terrateniente y era visto como una penalidad. 

Desde el 12 de febrero de 1849, cualquier hombre físicamente apto debería realizar el servicio militar. De acuerdo con el artículo 81 de la Constitución de Dinamarca, el cual fue promulgado en 1849: 
Todo varón capaz de portar armas deberá ser responsable con su persona y contribuir a la defensa de su país bajo tales leyes como las establecidas por estatuto. — La Constitución de Dinamarca
La legislación sobre el servicio militar obligatorio es articulada por la Ley de Reclutamiento danesa. El servicio nacional dura de 4 a 12 meses. Es posible posponer el deber cuando uno está en educación a tiempo completo aún. Todo varón que cumple 18 años será reclutado en el “Día de Defensa”, donde será presentado al ejército danés y su salud será examinada. Las personas que no sean físicamente aptas no están obligadas a hacer el servicio militar. Solo es obligatorio para los hombres, mientras que las mujeres son libres de elegir unirse al ejército danés. Casi todos los hombres han sido voluntarios en los últimos años, siendo el 96.9% del número total de reclutas voluntarios en el reclutamiento de 2015. 
Después del sorteo, uno puede convertirse en un objetor de conciencia. La objeción total (rechazo del servicio civil alternativo) resulta en hasta 4 meses de cárcel de acuerdo a la ley. Sin embargo, en 2014 un hombre danés, el cual se inscribió para el servicio y luego objetó, solo recibió 14 días de arresto domiciliario. En muchos países el acto de desertar (objetar después de inscribirse) es castigado más severamente que objetar el servicio obligatorio.

### Estados Unidos
El reclutamiento en los Estados Unidos terminó en 1973, pero los hombres entre las edades de 18 y 25 años eran obligados a registrarse en el Sistema de Servicio Selectivo para permitir una reintroducción del reclutamiento de ser necesario. El presidente Gerald Ford había suspendido el registro obligatorio de reclutamiento en 1975, pero el presidente Jimmy Carter reestableció el requisito cuando la Unión Soviética intervino en Afganistán cinco años más tarde. Consecuentemente, el registro al Servicio de Selección aún es requerido en casi todos los hombres jóvenes. No ha habido procesamientos por la violación del registro de proyecto de ley de registro desde 1986. Los hombres entre las edades de 17 y 45 años, y los miembros femeninos de la Guardia Nacional de los EE. UU. pueden ser reclutados para el servicio de la milicia federal de conformidad con el Código 10, capítulo 246 de los EE. UU. y las Cláusulas de la Milicia de la Constitución de los Estados Unidos. 
En febrero de 2019, el Tribunal de Distrito de los Estados Unidos para el Distrito Sur de Texas dictaminó que el registro de reclutamiento solo para hombres infringía la cláusula de igual protección de la Decimocuarta Enmienda. En Coalición Nacional para Hombres v.el Sistema de Servicio Selectivo, un caso presentado por una organización sin ánimos de lucro por los derechos de los hombres, la Coalición Nacional para Hombres contra el Sistema de Servicio Selectivo de EE. UU., el juez Gray H. Miller emitió una sentencia declaratoria de que el requisito de registro solo para hombres era anticonstitucional, pero no especificó qué acción debería tomar el gobierno.

### Finlandia

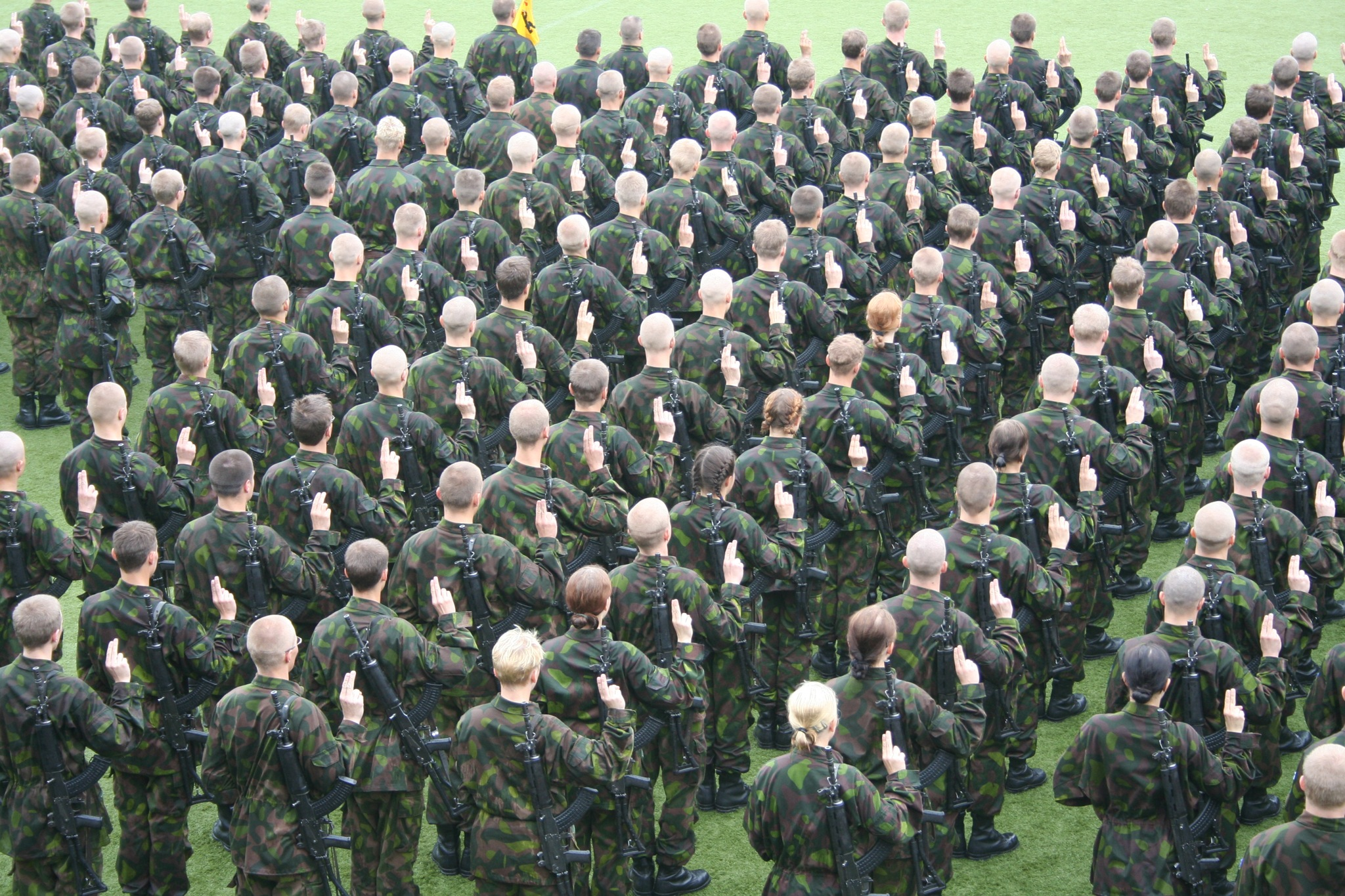
Reclutas finlandeses prestando juramento militar al final del período de entrenamiento básico

El reclutamiento en Finlandia es parte de una obligación general para un servicio militar nacional para todos los varones adultos (finlandés: maanpuolustusvelvollisuus; sueco: totalförsvarsplikt) definida en el artículo 127 de la Constitución de Finlandia. 
El reclutamiento puede tomar la forma de servicio militar o civil. De acuerdo con las Fuerzas de Defensa finlandesas, poco menos del 80% de los varones finlandeses que cumplieron 30 años habían ingresado y finalizado el servicio militar. El número de voluntarias femeninas que entran anualmente en el servicio armado se ha estabilizado en aproximadamente 300. El período de servicio es 165, 255 o 347 días para los reclutas de base y 347 días para los reclutas entrenados como suboficiales u oficiales de reserva. La duración del servicio civil siempre es de doce meses. Aquellos que eligen servir desarmados en los deberes donde el servicio desarmado es posible sirven nueve o bien doce meses, dependiendo de su entrenamiento. 
Cualquier ciudadano varón finlandés que se niega a llevar a cabo el servicio tanto militar como civil se enfrentará a una pena de 173 días en prisión, menos los días que haya servido. Tales sentencias suelen cumplirse totalmente en prisión, sin libertad condicional. Los Testigos de Jehová ya no están exentos del servicio desde el 27 de febrero de 2019. Los habitantes de las desmilitarizadas islas Aland están exentos del servicio militar. Por la Ley de Reclutamiento de 1951, sin embargo, deben servir un tiempo en una institución local, como la guardia costera. Sin embargo, hasta que tal servicio ha sido organizado, quedan libres de la obligación de servicio. El servicio no militar de las islas de Aland no ha sido concertado desde la introducción de la ley y no existen planes para establecerla. Los habitantes de las islas de Aland también pueden ofrecerse voluntarios para el servicio militar en el continente. En 1995, las mujeres tenían permitido servir de forma voluntaria y hacer carreras profesionales en el ejército después de su servicio voluntario militar inicial. 
El servicio militar toma lugar en las Fuerzas de Defensa finlandesas o en la Guardia Fronteriza finlandesa. Todos los servicios de las Fuerzas de Defensa finlandesas entrenan reclutas. Sin embargo, la Guardia Fronteriza entrena reclutas solo en unidades terrestres, no en destacamentos de guardacostas o en el Área Aérea de la Guardia Fronteriza. El servicio civil puede tomar lugar en el Centro de Servicio Civil en Lapinjärvi o en una organización aceptada sin ánimo de lucro de naturaleza educacional, social o médica.

### Grecia

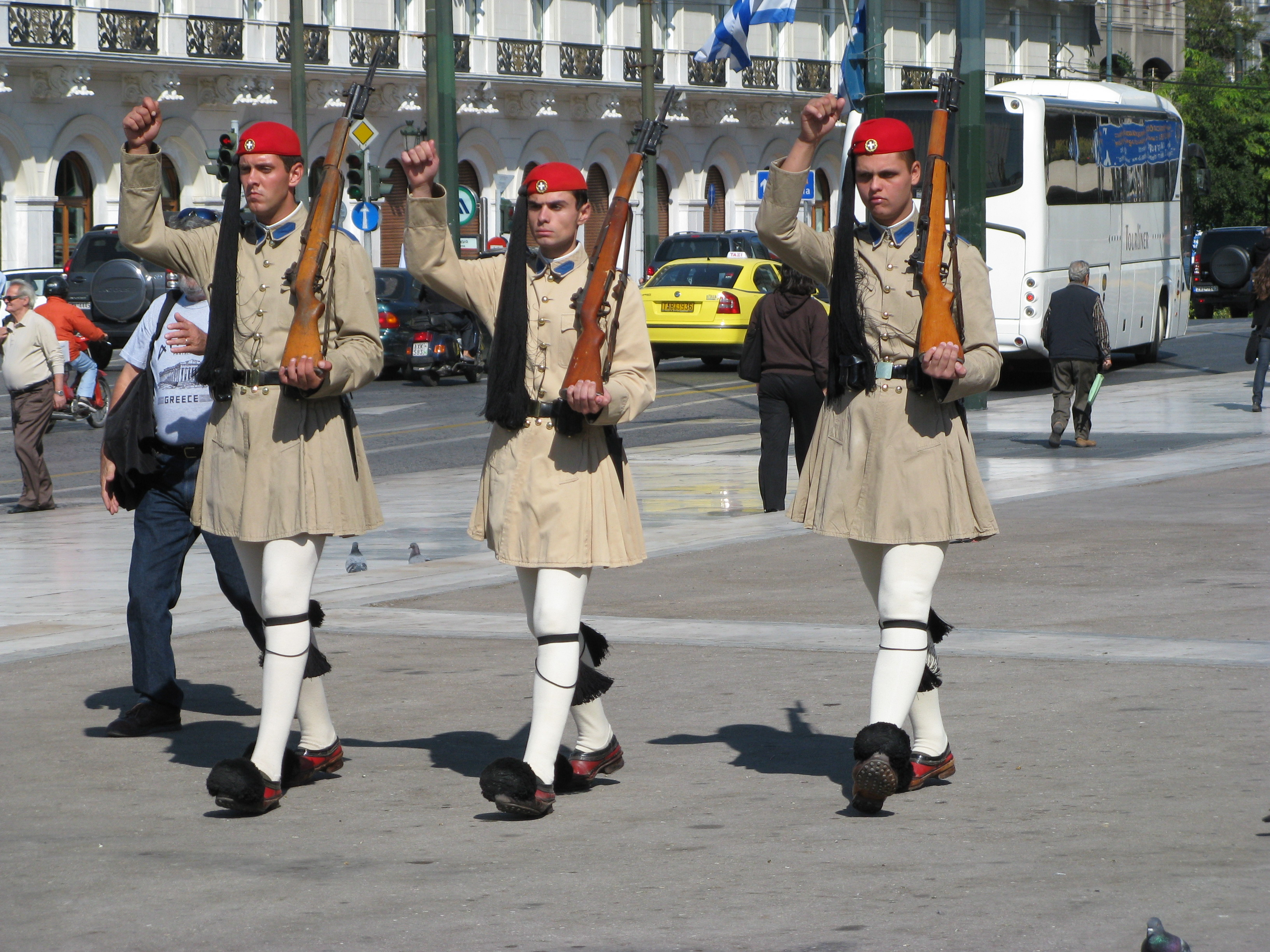
Evzones de la Guardia Presidencial en frente del Consejo de los Helenos armados con fusiles M1 Garand

Desde 1914, Grecia ha impuesto el servicio militar obligatorio con una duración de 9 meses para todos los hombres adultos. Todos los ciudadanos que han cumplido el servicio activo son normalmente colocados en la reserva y son sujetos a llamadas periódicas de 1 a 10 días en intervalos irregulares. 
El reclutamiento universal fue introducido en Grecia durante la reforma militar en 1909, a pesar de que varias formas de reclutamiento selectivo han tenido lugar anteriormente. En los años más recientes, el reclutamiento ha sido asociado con el estado de movilización general declarado el 20 de julio de 1974, debido a la crisis en Chipre (la movilización terminó formalmente el 18 de diciembre de 2002). 
La duración del servicio militar ha oscilado históricamente entre 12 y 36 meses dependiendo de varios factores ya fueran particulares del recluta o a la situación política con el Mediterráneo oriental. A pesar de que las mujeres han sido empleadas por el ejército griego como oficiales y soldados, no están obligadas a alistarse. Los soldados no reciben seguro médico, pero se les proporciona soporte médico durante su servicio militar, incluyendo costes de hospitalización. 
Grecia impone el reclutamiento para todos los ciudadanos varones de entre las edades de 19 y 45 años. En agosto de 2009, la duración del servicio mandatorio fue reducido de 12 meses como era antes a 9 meses para el ejército, pero se quedó en 12 meses para la marina y las fuerzas aéreas. El número de reclutas distribuidos a estas últimas dos ha sido enormemente reducido, aspirando a la completa profesionalización. De todas formas, el servicio militar obligatorio en el ejército ha sido otra vez elevado a 12 meses en marzo de 2021, a menos que se sirva en unidades en Evros o en las islas Egeas del Norte, donde la duración se mantuvo en 9 meses. A pesar de que la completa profesionalización está bajo consideración, muchas dificultades financieras y la mala gestión, incluyendo retrasos y tasas reducidas en la contratación de soldados profesionales, al igual que el abuso extendido del proceso de prórroga, ha resultado en el aplazamiento de tal plan.

### Israel
Hay un servicio militar obligatorio para todos los hombres y mujeres en Israel que sean aptos y tengan 18 años. Los hombres deben servir 30 meses mientras que las mujeres sirven 24, con la gran mayoría de reclutas siendo judíos. 
Algunos ciudadanos israelíes están exentos del servicio obligatorio:
- árabes-musulmanes y árabes-cristianos
- residentes permanentes (no civiles) como los drusos en los Altos del Golán
- los judíos ultraortodoxos pueden solicitar un aplazamiento para estudiar en Yeshivá y la prórroga suele convertirse en una exención, a pesar de que algunos optan por servir en el ejército
- Las judías religiosas, mientras declaren que no pueden servir debido a razones religiosasLa mayoría de los que optan por la alternativa de presentarse voluntarios en el servicio nacional Sherut Leumi.

Todos los exentos anteriores son elegibles para presentarse voluntarios en las Fuerzas de Defensa de Israel (FDI), mientras lo declaren así. 
Los varones drusos y ciudadanos circasianos israelíes están sujetos al reclutamiento, de acuerdo con el acuerdo fijado por sus líderes de comunidad (sin embargo, sus líderes de comunidad firmaron una cláusula en la cual todas las mujeres drusas y circasianas están exentas del servicio). 
Algunos ciudadanos israelíes beduinos varones escogen alistarse en el ejército israelí en todos los reclutamientos (a pesar de su pasado árabe-musulmán que los exime del reclutamiento).

### Lituania
Lituania abolió su reclutamiento en 2008. En mayo de 2015, el parlamento lituano votó para la reintroducción del reclutamiento y los reclutas empezaron su entrenamiento en agosto de 2015. De 2015 a 2017, hubo suficientes voluntarios para evitar reclutar civiles. 

### Luxemburgo
Luxemburgo practicó el servicio militar obligatorio de 1948 a 1967. 

### Moldavia
Moldavia, que actualmente tiene reclutamiento masculino, ha anunciado planes para abolir la práctica. El Ministerio de Defensa de Moldavia anunció que un plan que estipula la gradual supresión del reclutamiento militar será implementado empezando desde el otoño de 2018. 

### Noruega
Desde marzo de 2016, Noruega actualmente usa una especie de servicio militar obligatorio para hombres y mujeres. En la práctica, los reclutas no son forzados a servir, en su lugar solo aquellos que están motivados son seleccionados. Alrededor de unos 60 000 noruegos están disponibles para el reclutamiento cada año, pero solo entre 8,000 y 10,000 son reclutados. Desde 1985, las mujeres han sido capaces de alistarse para el servicio voluntario como reclutas regulares. El 14 de junio de 2013, el Parlamento noruego votó para extender el reclutamiento a las mujeres, convirtiendo a Noruega en el primer miembro de la OTAN y el primer país europeo en hacer obligatorio el servicio nacional para ambos sexos. Previamente, hasta al menos principios de los 2000, todos los hombres de entre las edad de 19 a 44 años estaban sujetos al servicio obligatorio requiriendo buenas razones para evitar ser reclutados. Existe el derecho a la objeción de conciencia.
Además del servicio militar, el gobierno noruego recluta un total de 8000 hombres y mujeres entre 18 y 55 años para el deber de defensa civil no militar. (No debe ser confundido con el servicio civil alternativo). El antiguo servicio en el ejército no excluye a nadie de ser más tarde reclutado en la defensa civil, pero se aplica un límite máximo de un total de 19 meses de servicio. Rechazar las órdenes de movilización para entrenar ejercicios e incidentes reales puede suponer multas. 

### Países Bajos
El reclutamiento, que era llamado “Deber de Servicio” (holandés: dienstplicht) en los Países Bajos, fue empleado por primera vez en 1810 por las fuerzas de ocupación francesas. El hermano de Napoléon, Luis Bonaparte, que fue rey de Holanda desde 1806 hasta 1810, había intentado introducir un reclutamiento unos años antes sin éxito. Todo hombre de la edad de 20 años o mayor debía alistarse. Mediante sorteo, se decidió quién tenía que prestar servicio militar en el ejército francés. Era posible conseguir un reemplazo contra pago. 
Más tarde, el reclutamiento se utilizó por todos los hombres por encima de la edad de 18 años. Una posposición era posible, debido a los estudios, por ejemplo. Los objetores de conciencia podían llevar a cabo servicios civiles alternativos en lugar de servicio militar. Por razones varias, este servicio militar forzado fue criticado a finales del siglo XX. Desde que la Guerra Fría había terminado, también lo había hecho la amenaza directa de guerra. En su lugar, el ejército holandés fue usado en más y más operaciones de preservación de la paz. La complejidad y peligro de estas misiones hizo controversial el uso de reclutas. Más aún, se creyó que el sistema de reclutamiento era injusto ya que solo los hombres eran reclutados. 
En la parte europea de los Países Bajos, la asistencia obligatoria ha sido oficialmente suspendida desde el 1 de mayo de 1997. Entre 1991 y 1996, las fuerzas armadas holandesas eliminaron gradualmente su personal reclutado y se convirtieron en una fuerza totalmente profesional. Las últimas tropas reclutadas fueron iniciadas en 1995 y desmovilizadas en 1996. La suspensión significa que los ciudadanos ya no están forzados a servir en las fuerzas armadas mientras no sea requerido para la seguridad del país. Desde entonces, el ejército holandés se convirtió en una fuerza totalmente profesional. Sin embargo, a día de hoy, todos los varones y, desde enero de 2020 en adelante, mujeres de la edad de 17 años reciben una carta en la cual se les dice que han sido registrados, pero que no tienen que presentarse ellos mismos para el servicio. 

### Reino Unido
El Reino Unido introdujo el reclutamiento con servicio a tiempo completo por primera vez en enero de 1916 (el décimo octavo mes de la Primera Guerra Mundial) y lo abolió en 1920. Irlanda, entonces parte del Reino Unido, estuvo exenta desde la legislación de servicio militar de 1916 original, y aunque una nueva legislación en 1918 dio poder para una extensión de reclutamiento en Irlanda, el poder nunca fue puesto en práctica. 
El reclutamiento fue reintroducido en 1939, y continuó en vigor hasta 1963. Irlanda del Norte estuvo exenta de la legislación del reclutamiento a través de todo el período. 
En total, ocho millones de hombres fueron reclutados durante ambas Guerras Mundiales, al igual que varios cientos de miles mujeres jóvenes y solteras. La introducción del reclutamiento en mayor de 1939, antes de que la guerra empezara, fue en parte debido a la presión de los franceses, que enfatizaron la necesidad de un gran ejército británico para oponerse a los alemanes. Desde principios de 1942, mujeres solteras de entre las edades de 19 a 30 años eran reclutadas. La mayoría eran enviadas a las fábrica, pero podían ofrecerse voluntarias para el Servicio Territorial Auxiliar (ATS) y otros servicios de mujeres. Algunas mujeres sirvieron en el Ejército de Tierra de Mujeres: inicialmente eran voluntarias pero más tarde el reclutamiento fue introducido. Sin embargo, las mujeres que ya estaban trabajando en un trabajo considerado útil para el esfuerzo en la guerra, como telefonista de la Oficina General de Correos, se les dijo que continuaran trabajando como antes. Ninguna fue asignada a roles de combate a menos que se presentara voluntaria. Para 1943 las mujeres estaban sujetas a alguna forma de trabajo dirigido hasta la edad de 51 años. Durante la Segunda Guerra Mundial, 1.4 millones de hombres británicos se ofrecieron voluntarios para el servicio y 3.2 millones fueron reclutados. Los reclutados suponían el 50% de la Real Fuerza Aérea, 60% de la Marina Real y 80% del ejército británico. 
La abolición del reclutamiento en Gran Bretaña fue anunciado el 4 de abril de 1957, por el nuevo primer ministro Harold Macmillan, con los últimos reclutas siendo reclutados tres años más tarde. 

### Serbia
El 1 de enero de 2011, Serbia ya no practica el servicio militar obligatorio. Antes de esto, el servicio militar obligatorio duraba 6 meses para los hombres. Los objetores de conciencia podían, sin embargo, optar por 9 meses de servicio civil en su lugar. 
El 15 de diciembre de 2010, el Parlamento de Serbia votó por suspender el servicio militar obligatorio. La decisión entró en vigor el 1 de enero de 2011. 

### Suecia

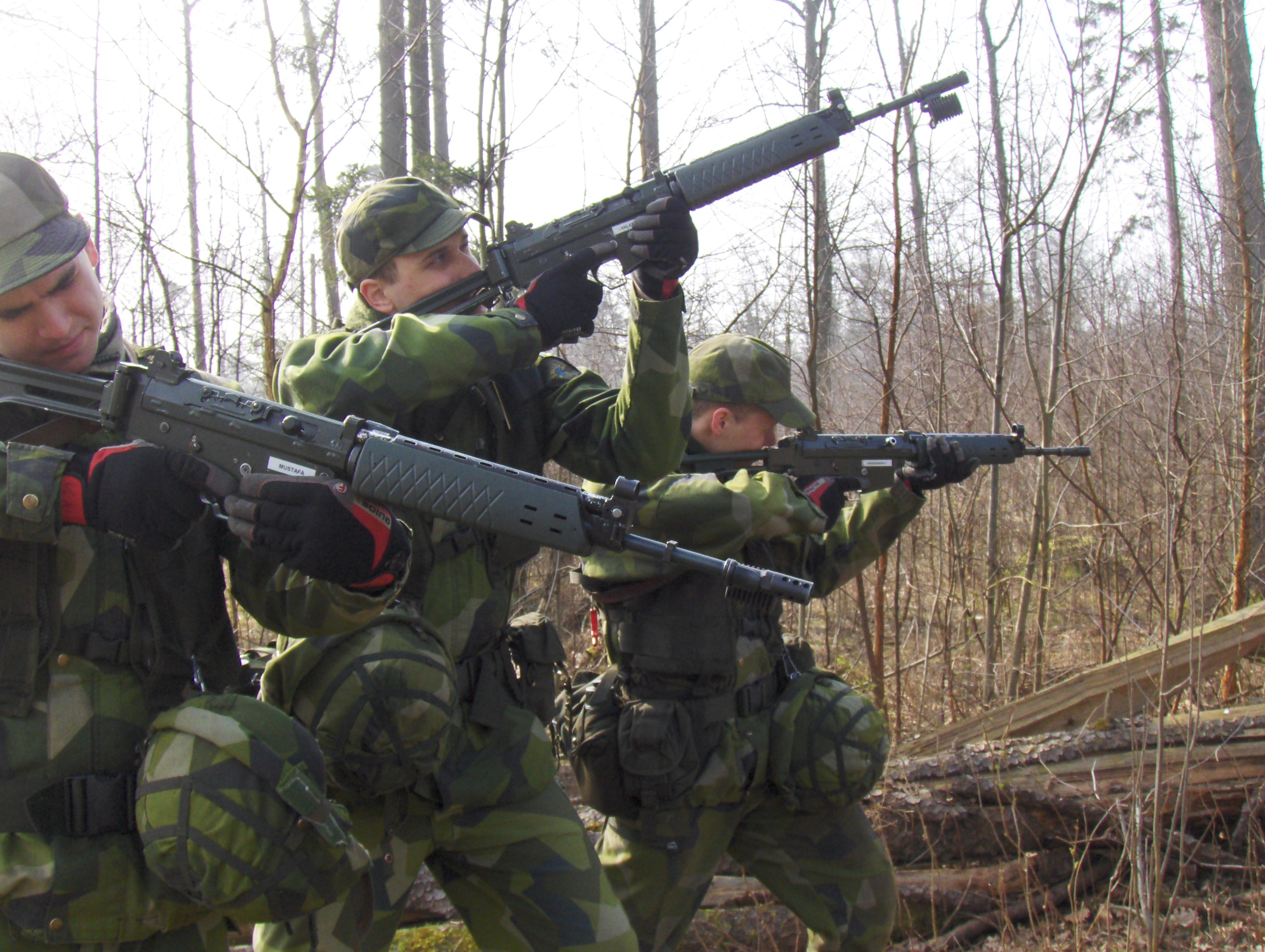
Reclutas suecos en 2008

Suecia tenía reclutamiento (sueco: värnplikt) para hombres entre 1901 y 2010. Durante las últimas décadas era selectivo. Desde 1980, se ha permitido a las mujeres a inscribirse por elección y, si pasan los exámenes, hacer el entrenamiento militar junto con los reclutas masculinos. Desde 1989 las mujeres han tenido permitido servir en todas las posiciones militares y unidades, incluyendo el combate. 
En 2010, el reclutamiento se convirtió en neutra en cuanto al género, lo cual significa que tanto hombres como mujeres podían ser reclutados en igualdad de condiciones. El sistema de reclutamiento fue simultáneamente disuelto en tiempos de paz. Siete años después, haciendo referencia a una mayor amenaza militar, el gobierno sueco reactivó el reclutamiento militar obligatorio. Empezando en 2018, hombres y mujeres son reclutados. 

### Otros países
- Conscripción en Corea del Sur

## Conceptos relacionados
- Arrière-ban
- Reclutamiento civil
- Servicio público civil
- Corvée
- Reclutamiento económico
- Levas y el sistema de cuotas
- Prescindibilidad masculina
- Servicio nacional
- Pospolite ruszenie, movilización en masa en Polonia
- Zivildienst